# Збірна Гаяни з футболу
Збі́рна Гая́ни з футбо́лу — національна футбольна команда, що представляє Гаяну на міжнародних футбольних турнірах і в товариських матчах. Контролюється Федерацією футболу Гаяни, яка веде свій відлік з 1902 року. Є членом ФІФА (з 1970 року), КОНКАКАФ (з 1961 року, попри те, географічно Гаяна розташовується в Південній Америці) і КФС. До 1966 року була знана як Збірна Британської Гвіани.
Станом на 3 квітня 2025 посідає 152-e місце у рейтингу футбольних збірних світу.

## Історія
Збірна Гаяни є одним з аутсайдерів зони КОНКАКАФ: команда жодного разу не брали участі ні в Чемпіонаті світу, ні в Золотому Кубку. Найвище досягнення збірної — четверте місце на Кубку Карибських островів 1991 року.

## Чемпіонат світу
- 1930–1974 — не брала участі
- 1978–1998 — не пройшла кваліфікацію
- 2002 — відсторонена від відбору ФІФА
- 2006–2022 — не пройшла кваліфікацію

## Золотий кубок КОНКАКАФ

### Чемпіонат націй КОНКАКАФ
- 1963 — 1969 — не брала участі
- 1971 — не пройшла кваліфікацію
- 1973 — не брала участі
- 1977 — не пройшла кваліфікацію
- 1981 — не пройшла кваліфікацію
- 1985 — не пройшла кваліфікацію
- 1989 — не пройшла кваліфікацію

### Золотий кубок КОНКАКАФ
- 1991 – 1996 — не пройшла кваліфікацію
- 1998 — не брала участі
- 2000 – 2003 — не пройшла кваліфікацію
- 2005 — знялася зі змагань по ходу відбору
- 2007 – 2017 — не пройшла кваліфікацію
- 2019 — груповий етап
- 2021 – 2025 — не пройшла кваліфікацію

## Кубок Карибських островів
- 1989 — не брала участі
- 1990 — Чемпіонат був перерваний і не дограли
- 1991 — 4-е місце
- 1992 — 1999 — не пройшла кваліфікацію
- 2001 — не пройшла кваліфікацію
- 2005 — не пройшла кваліфікацію
- 2007 — груповий раунд
- 2008 — 3-й раунд
- 2010 — 3-й раунд
- 2012 — не пройшла кваліфікацію
- 2014 — не пройшла кваліфікацію
- 2017 — не пройшла кваліфікацію